# Hybanthus oppositifolius
Hybanthus oppositifolius är en violväxtart som först beskrevs av Carl von Linné, och fick sitt nu gällande namn av Taubert. Hybanthus oppositifolius ingår i släktet Hybanthus och familjen violväxter. Inga underarter finns listade i Catalogue of Life.